# Radkova Lhota
Radkova Lhota (en allemand : Radek-Lhota) est une commune du district de Přerov, dans la région d'Olomouc, en Tchéquie. Sa population s'élevait à 203 habitants en 2020.

## Géographie
Radkova Lhota se trouve à 6 km au nord-ouest du centre de Bystřice pod Hostýnem, à 12,5 km à l'est de Přerov, à 31,5 km au sud-est d'Olomouc et à 241 km à l'est-sud-est de Prague.
La commune est limitée par Bezuchov au nord, par Žákovice et Blazice à l'est, par Radkovy au sud et par Dřevohostice à l'ouest.

## Histoire
La première mention écrite de la localité date de 1397.

## Transports
Par la route, Radkova Lhota se trouve à 9 km de Bystřice pod Hostýnem, à 15,5 km de Přerov, à 33 km de Zlín, à 40,5 km d'Olomouc et à 300 km de Prague.